# Cimavilla
Cimavilla è una frazione del comune di Codognè, in provincia di Treviso, sviluppa principalmente lungo la SP15 Via Cadore-Mare.

## Monumenti e luoghi d'interesse
- Chiesa parrocchiale della Beata Vergine della Mercede
- Villa Paoletti, ricordata per il fatto che per un breve periodo di tempo vi sostò il pittore settecentesco Giambattista Tiepolo.

## Economia
Le principali attività della zona sono l'agricoltura e le piccole industrie attive nel settore della meccanica e del legno.